# Лицевий диск

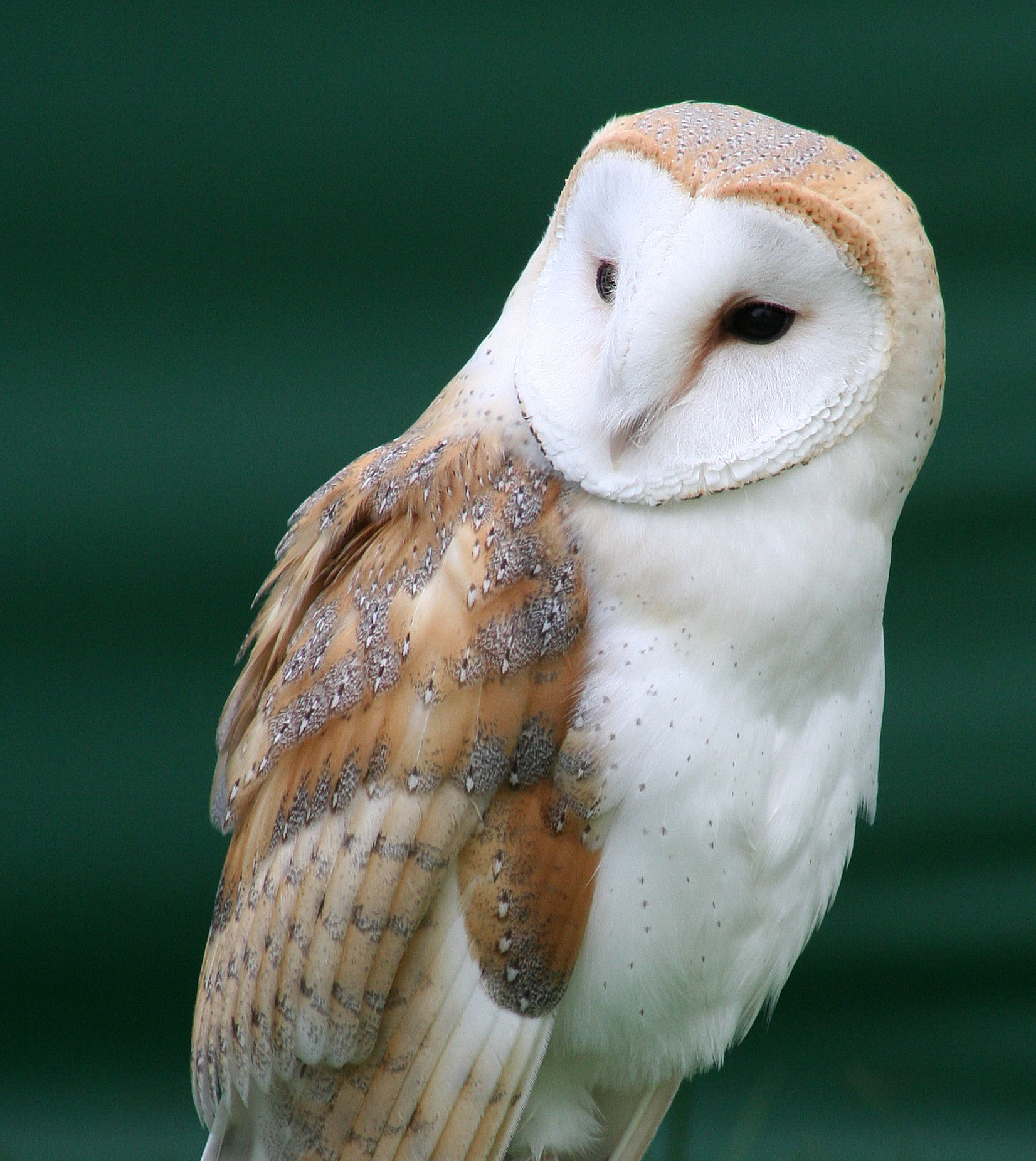
Сипуха (Tyto alba) має найкраще виражений лицевий диск

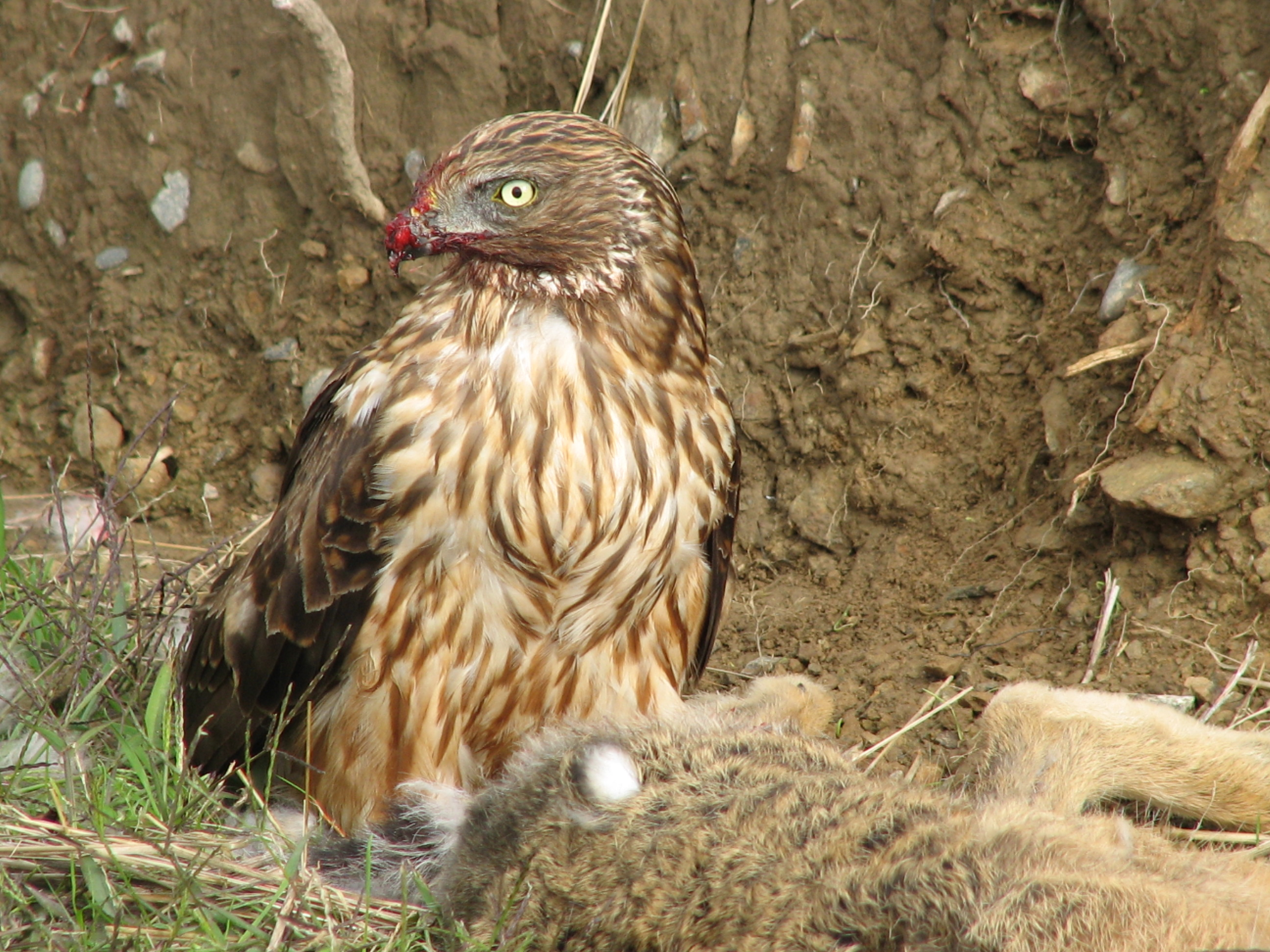
Луні, наприклад, австралійський лунь (Circus approximans) має кільце з пір'я навколо шиї, яке може підніматися у відповідь на звук

У орнітології лицевий диск — це складки шкіри разом з розташованим концентричними рядами навколо дзьоба жорстким пір'ям. Лицевий диск наявний на обличчі переважно у сов. Пір'я диску рухливі та дозволяють регулювати ширину вушних щілин з метою оптимального сприйняття звукових хвиль.
За формою лицевий диск являє собою параболу, яка збирає звукові хвилі та спрямовує їх до вуха. Ці утворення підвищують чутливість сприйняття звуків у сов, дозволяючи визначити місцеположення жертви за звуком під снігом, травою або рослинним покривом.
У інших видів птахів, наприклад у лунів, лицеві диски менш виражені. У лунів термін лицевий диск означає пір'я навколо шиї, яке піднімається у відповідь на звуки та, по суті, збільшуючи лицевий диск і покращуючи слух.
Найкраще виражений лицевий диск у сипухи, тоді як у сови бородатої він має найбільші розміри серед птахів — до 110 мм.